# Zbigniew Schodowski
Zbigniew Schodowski (Toruń, 30 de abril de 1987) es un deportista polaco que compitió en remo.
Ganó una medalla de bronce en el Campeonato Mundial de Remo de 2014 y tres medallas en el Campeonato Europeo de Remo entre los años 2012 y 2017.
Participó en dos Juegos Olímpicos de Verano, ocupando el séptimo lugar en Londres 2012 y el quinto en Río de Janeiro 2016, en la prueba de ocho con timonel.

## Palmarés internacional
| Campeonato Mundial | Campeonato Mundial       | Campeonato Mundial | Campeonato Mundial |
| Año                | Lugar                    | Medalla            | Prueba             |
| ------------------ | ------------------------ | ------------------ | ------------------ |
| 2014               | Ámsterdam (Países Bajos) | Medalla de bronce  | Ocho con timonel   |
| Campeonato Europeo |                          |                    |                    |
| Año                | Lugar                    | Medalla            | Prueba             |
| 2012               | Varese (Italia)          | Medalla de oro     | Ocho con timonel   |
| 2013               | Sevilla (España)         | Medalla de plata   | Ocho con timonel   |
| 2017               | Račice (República Checa) | Medalla de plata   | Ocho con timonel   |